# Giovanni Aperlo
Giovanni Aperlo (Sassari, 1883 – Milano, 13 agosto 1942) è stato un medico e collezionista italiano.

## Biografia
Dopo aver compiuto i primi studi nella città natia, Giovanni si trasferì a Siena e frequentò la facoltà di medicina e chirurgia laureandosi nel 1908. Anche se iniziò subito a praticare la carriera di medico, continuò ad approfondire le sue conoscenze con studi complementari e di perfezionamento. Libero docente dal 1913, si trasferì in seguito a Milano, dove divenne professore di patologia chirurgica presso quell'Università. Fu nominato direttore dell'Ospedale Alessandro Mussolini e ispettore capo dei Servizi sanitari dell'Ufficio di Milano della Federazione nazionale fascista delle Casse malattie per i lavoratori dell'industria.
I suoi interessi in campo medico furono vari; in un primo momento le sue ricerche si concentrarono sullo studio dei batteri, del loro sviluppo, del loro isolamento e del loro rapporto con i tumori maligni. Successivamente Aperlo si dedicò alla chirurgia, con particolare riguardo alle ferite e alle mutilazioni provocate dalla guerra.

Prima pagina del Medagliere Aperlo

Anche la storia della medicina esercitò su di lui un grande fascino: in questo ambito si appassionò soprattutto alla medaglistica, dedicando numerosi anni della sua vita alla ricerca di medaglie raffiguranti personaggi, istituti e celebrazioni afferenti alla scienza medica. In molti saggi mise in risalto l'importanza storica e artistica di questa raccolta evidenziando nel contempo la rete di rapporti istituita con medici italiani e stranieri che condividevano il suo stesso interesse.

Medaglia dedicata a Giovanni Aperlo, Museo Galileo, Firenze.

Nel 1940 fu colpito da leucemia linfatica, che lo costrinse a ridurre la propria attività e a riflettere sul destino della sua collezione di medaglie; decise quindi alla fine del 1941 di contattare Andrea Corsini, professore di storia della medicina e allora direttore del Museo di storia della scienza di Firenze, oggi Museo Galileo, per proporgli l'acquisto, che avvenne pochi mesi prima del suo decesso.
Il suo ultimo studio, completato pochissimo tempo prima di morire, si muoveva proprio all'interno dei suoi interessi numismatici: Iconografia di Leonardo da Vinci nelle medaglie.
Morì a Milano nel 1942.